# یاگودنگکی
یاگودنگکی (به لاتین: Jagodniki) یک روستا در لهستان است که در گمینا دوبیچه تسرکیونه واقع شده‌است. یاگودنگکی ۳٬۰۰۰ نفر جمعیت دارد.